# Frankfurter Bankgesellschaft Gruppe
Die Frankfurter Bankgesellschaft Gruppe ist eine Bankengruppe mit Hauptsitz in Frankfurt am Main. Sie ist die Privatbank der Sparkassen-Finanzgruppe. Zur Gruppe zählen eine Managementholding, die Frankfurter Bankgesellschaft Holding AG, sowie deren vier Tochtergesellschaften: die Privatbanken Frankfurter Bankgesellschaft (Schweiz) AG und Frankfurter Bankgesellschaft (Deutschland) AG, die Family Office der Frankfurter Bankgesellschaft AG und die IMAP M&A Consultants AG (Mehrheitsbeteiligung).
Das verwaltete Kundenvermögen der Frankfurter Bankgesellschaft Gruppe beläuft sich auf rund 23 Milliarden Euro. Die Gruppe beschäftigt rund 400 Mitarbeitende. Alleinige Eigentümerin der Frankfurter Bankgesellschaft Holding AG ist die Landesbank Hessen-Thüringen (Helaba) in Frankfurt am Main.

## Geschichte

### Bankenunion und Frankfurter Bankgesellschaft AG
Die durch das Bankhaus Merck Finck & Co gegründete Deutsche Spar- und Kreditbank (DSK) suchte für ihre Filialen im Raum Frankfurt einen Partner, ähnlich wie im Raum Hamburg, was zur Gründung der Nordbank geführt hatte. So wurde 1969 von der Deutschen Spar- und Kreditbank (30 %) gemeinsam mit der Frankfurter Sparkasse (30 %), der Württembergischen Landessparkasse (30 %) und der Nordbank (10 %) die Bankenunion AG gegründet. Mit dem Einstieg der Naspa (5 %) reduzierte sich der Anteil der drei Großaktionäre auf jeweils 28,33 Prozent.
Im August 2000 änderte die Bankenunion ihren Namen in Frankfurter Bankgesellschaft AG und erweiterte ihren Kundenkreis auf vermögende Privatkunden. Die Namensrechte für den Namen Frankfurter Bankgesellschaft AG hatte die Frankfurter Sparkasse vom Bankhaus Lampe erworben (siehe Frankfurter Bankgesellschaft von 1899).
Zuletzt hielten an der Bankenunion AG die Frankfurter Sparkasse und die Banca Carige je 47,5 %, die restlichen 5 % wurden von der Südtiroler Sparkasse gehalten. Schwerpunkt der Geschäftstätigkeit waren das Konsortialkredit- und Leasinggeschäft sowie der Wertpapierhandel für Firmenkunden und Institutionelle Anleger.
2007 erwarb die Frankfurter Sparkasse die Frankfurter Bankgesellschaft zu 100 %.

### LB (Swiss) Privatbank AG
Die Wurzeln der LB(Swiss) Privatbank AG reichen bis ins Jahr 1955 zurück. 1991 übernahm die Bayerische Landesbank 100 Prozent der Privatbank.
2001 fusionierte die Bayerische Landesbank mit der Helaba (Schweiz) Landesbank Hessen-Thüringen AG, wodurch sowohl die Bayerische Landesbank als auch die Helaba (Schweiz) AG jeweils 50 Prozent der Anteile an der LB(Swiss) Privatbank AG erhielten.
Aufgrund regulatorischer Vorgaben erhielt 2009 die Helaba 100 Prozent der Aktien.

### Übernahme der Frankfurter Bankgesellschaft durch die LB(Swiss) Privatbank und Umfirmierung
Durch die Neuaufstellung der Landesbank Hessen-Thüringen im Jahr 2010 erwarb die LB(Swiss) Privatbank AG die Frankfurter Bankgesellschaft und deren Namensrechte von der Frankfurter Sparkasse, also von einer anderen Tochtergesellschaft der Helaba. Seither firmiert die damalige LB(Swiss) Privatbank AG unter dem Namen Frankfurter Bankgesellschaft (Schweiz) AG.
Im selben Zug erwarb der deutsche Ableger die Helaba Trust Beratungs- und Management-Gesellschaft und verschmolz auf die Frankfurter Bankgesellschaft (Deutschland) AG.

### Erweiterung des Leistungsspektrums und Anpassung der Organisationsstruktur
Im Jahr 2017 baute die Frankfurter Bankgesellschaft Gruppe durch die Integration der Nötzli, Mai & Partner Family Office AG ihr Angebot aus. Die Gesellschaft firmiert seitdem als Family Office der Frankfurter Bankgesellschaft AG.
Im Januar 2020 ging die Frankfurter Bankgesellschaft (Schweiz) AG eine Mehrheitsbeteiligung (75,1 %) an der IMAP Management Consultants AG ein.
Zum 1. Dezember 2023 übernahm eine neu gegründete Managementholding mit Sitz in Frankfurt am Main die Führung der Frankfurter Bankgesellschaft Gruppe. Sie führt seitdem als Tochtergesellschaften die Banken in Zürich und Frankfurt, das Family Office sowie IMAP.

## Gegenwart

### Standorte
Die Frankfurter Bankgesellschaft Holding AG hat ihren Sitz in Frankfurt am Main.
Die Frankfurter Bankgesellschaft (Schweiz) AG hat ihren Sitz in Zürich.
In Deutschland ist die Frankfurter Bankgesellschaft Gruppe über die Frankfurter Bankgesellschaft (Deutschland) AG an sieben Standorten vertreten. Neben dem Hauptsitz in Frankfurt am Main verfügt sie über Niederlassungen in Düsseldorf, Essen, Hamburg, München, Saarbrücken und Stuttgart.
Die Family Office der Frankfurter Bankgesellschaft AG hat ihren Sitz in Frankfurt am Main.
Die IMAP Management Consultants AG verfügt neben dem Hauptsitz in Mannheim über Büros in Hamburg, Frankfurt am Main und München.

### Geschäftstätigkeit
Die Frankfurter Bankgesellschaft Gruppe kooperiert mit über 80 Prozent der deutschen Sparkassen und ergänzt deren Leistungsspektrum im Private Banking. Traditionelles Kerngeschäft der Frankfurter Bankgesellschaft Gruppe ist das Wealth Management in Form von Vermögensverwaltung oder reiner Anlageberatung. Neben Wealth Management für Privat- und Firmenvermögen bietet sie über ein eigenes Kompetenzzentrum auch die Begleitung von Stiftungsgründungen und -engagements an.
Die Tochtergesellschaft Family Office der Frankfurter Bankgesellschaft AG ist das einzige Multi-Family-Office der Sparkassen-Finanzgruppe. Sie erbringt Beratungsdienstleistungen rund um die langfristige – in der Regel generationenübergreifende – Steuerung großer Vermögen und richtet sich dabei insbesondere an Unternehmerfamilien. Ein weiterer Schwerpunkt liegt auf der Begleitung von Immobilientransaktionen.
Die IMAP M&A Consultants AG, eine Mehrheitsbeteiligung der Frankfurter Bankgesellschaft, ist spezialisiert auf M&A-Transaktionsberatung für mittelständische Unternehmen.